# 김재윤 (1958년)
김재윤(金在允, 1958년 3월 9일~2024년 6월 25일)은 대한민국의 정치인으로, 제13대 부산광역시 금정구청장(2022. 7.~2024. 6., 민선 8기)이다. 제4·5·8대 부산광역시 금정구의원을 지냈으며, 2022년 6월 제8회 전국동시지방선거에서 부산 금정구청장에 당선되었다. 경상남도 진주시 출생이다. 금정구청장 재임 중 2024년 6월 25일 뇌출혈로 사망하였다.

## 학력
- 사천중학교 졸업
- 사천농업고등학교 졸업
- 부산경상대학교 행정학과 졸업
- 밀양대학교 정경학부 경제학 학사 졸업
- 경성대학교 대학원 행정학과 행정학 박사과정 재학

## 경력
- ㈜인타임 대표이사
- 부곡1동 청년회 명예회장
- 부곡1동 초대 주민자치위원장
- 2002. 7.~2006. 6. 제4대 부산광역시 금정구의회 의원
- 2002. 7.~2004. 7. 제4대 부산광역시 금정구의회 전반기 의회운영위원회 위원
- 2002. 7.~2004. 7. 제4대 부산광역시 금정구의회 전반기 기획총무위원회 간사
- 2004. 7.~2006. 6. 제4대 부산광역시 금정구의회 후반기 의회운영위원회 위원
- 2004. 7.~2006. 6. 제4대 부산광역시 금정구의회 후반기 주민도시위원회 위원
- 부산광역시 씨름협회 부회장
- 브니엘고등학교 운영위원
- (사)금정구 장애인협회 자문위원
- 한국자유총연맹 부곡1동 고문
- 금정구 청년연합회 자문위원
- 금정구 체육회 이사
- 금정구 부곡1동 방위협의회 고문
- 동현초등학교 운영위원
- 금정구 생활체육회 이사
- 금정구 평화통일 자문위원
- 2006. 7.~2010. 6. 제5대 부산광역시 금정구의회 의원
- 2006. 7.~2008. 7. 제5대 부산광역시 금정구의회 전반기 기획총무위원회 위원장
- 2008. 7.~2010. 6. 제5대 부산광역시 금정구의회 후반기 주민도시위원회 위원
- 부곡4동 청년회 명예회장
- 금정구 장애인근로작업장 운영위원
- ㈜다성씨앤지 전무이사
- 2018. 7.~2022. 6. 제8대 부산광역시 금정구의회 의원
- 2018. 7.~2020. 7. 제8대 부산광역시 금정구의회 전반기 의장
- 2020. 7.~2022. 6. 제8대 부산광역시 금정구의회 후반기 기획총무위원회 위원
- 백종헌 국회의원실 사무국장
- 2021. 4. 7. 부산시장 보궐선거 국민의힘 금정구 정당선거사무소장
- 2022 제20대 대통령 선거 국민의힘 금정구 정당선거사무소장
- 2022. 7.~2024. 6. 제13대 부산광역시 금정구청장

## 전과
- 건축법위반: 벌금 1,000,000원 - 2012년 3월 15일 선고[1]

## 역대 선거 결과
|  | 0% |

|  | 35.34% |

|  | 24.91% |

|  | 21.09% |

|  | 31.76% |

|  | 62.03% |